# BDŽ-Baureihe 10
Die BDŽ-Baureihe 10 ist ein dieselmechanischer Nahverkehrstriebzug aus dem von Siemens Transportation Systems entwickelten Fahrzeugkonzept Desiro Classic. Betreiber ist die Bulgarische Staatsbahn BDŽ.

## Hersteller und Betreiber
Hersteller ist die Firma Siemens Transportation Systems, in deren Werk in Krefeld-Uerdingen die Vormontage stattfand. Die Endmontage erfolgte in einem speziellen Depot in Warna. Am 7. Januar 2005 wurde der Vertrag über 25 Desiro Classics unterzeichnet, und schon eine Woche später überführte man zwei Triebzüge nach Bulgarien. Der Liefervertrag sah eine inzwischen eingelöste Option über weitere elektrische Desiro Classics vor, die nun als BDŽ-Baureihe 30 alle im Jahr 2008 ausgeliefert werden. Am 23. Januar 2005 wurde in Sofia mit Siemens ein Vertrag über die Instandhaltung aller 25 Züge in einem eigens dafür ausgebauten Bahnbetriebswerk in Warna unterschrieben.
Technisch sind die Züge nahezu baugleich mit der DB-Version der Baureihe 642.

## Strecken
Die Triebwagen verkehren auf den Strecken:
- Sofia-Kjustendil
- Plewen-Cherkwitza
- Trojan-Lewski-Swischtow
- Kaspitschan-Silistra
- Warna-Kardam
- Plovdiv-Panagjurischte
- Plovdiv-Peschtera
- Plovdiv-Dimitrovgrad
- Dimitrovgrad-Swilengrad
- Dimitrovgrad-Podkowa